# جامعة غريفيسفالد
جامعة غرايفسفالد (بالألمانية: Universität Greifswald)، هي جامعة أبحاث عامة تقع في مدينة غرايفسفالد، ألمانيا، في ولاية مكلنبورغ-فوربومرن. كانت تُعرف سابقًا باسم جامعة إرنست-موريتس-أرنت في غرايفسفالد.
تأسست عام 1456، وتُعد واحدة من أقدم الجامعات في أوروبا، وقد تخرج فيها وعمل بها على مر القرون العديد من الشخصيات البارزة من الطلاب والأساتذة. وبصفتها رابع أقدم جامعة في ألمانيا الحالية، كانت لفترات مؤقتة أيضًا أقدم جامعة في مملكة السويد (1648–1815) ومملكة بروسيا (1815–1945). يشكل الطلاب القادمون من خارج الولاية، بما في ذلك طلاب دوليون من 90 دولة حول العالم، حوالي ثلثي عدد طلاب الجامعة البالغ 10,179 طالبًا.